# Saint-Satur

Saint-Satur este o comună în departamentul Cher, Franța. În 1 ianuarie 2022 avea o populație de 1.410 de locuitori.